# Zenkers vliegende slaapmuis
De Zenkers vliegende slaapmuis (Idiurus zenkeri) is een knaagdier uit de familie stekelstaarteekhoorns (Anomaluridae) dat voorkomt in zeer natte regenwouden in Centraal-Afrika, ten noorden van de Kongo van Kameroen tot Kivu en Ruwenzori.
Met een kop-romplengte van 6.5 tot 9 cm, een staartlengte van 7 tot 13 cm en een gewicht van 14 tot 17.5 gram is het de kleinste stekelstaarteekhoorn. Hij heeft lange haren op de bovenkant van de staart, maakt een schril muisachtig geluid en is een efficiënte, snelle en beweeglijke glijvlieger.
Hij leeft van pulp van oliepalmen, insecten en mogelijk nectar. De dieren slapen in holle bomen, meestal in groepen van tot 100 dieren.